# Warriors of Releyne
Warriors of Releyne est un jeu vidéo de type wargame conçu par Andrew Prime et Edward Grabowski et publié par Impressions Games en 1992 sur IBM PC et Amiga. Le jeu se déroule dans un univers médiéval-fantastique. Une partie se déroule sur une carte divisée en cases hexagonales occupés par des bâtiments, des routes, des rivières, des arbres et une variété de créatures fantastiques. Ces dernières sont divisées en trois groupes : les Releyne que le joueur contrôle, les Dharaki qu’il combat et des créatures neutres qui peuvent se rallier à l’un ou l’autre des camps en fonction de la situation.

## Trame
Warriors of Releyne se déroule dans un univers médiéval-fantastique alors que la petite île de Releyne est menacé par un seigneur de guerre démoniaque, Turellin, qui est sur le point d’unifier les créatures de Dharak, le royaume du chaos. Ayant eu vent de ses plans, un petit groupe de héros se réunit afin d’unifier leurs forces et celles de leurs alliés et ainsi empêcher l’invasion.

## Système de jeu
Warriors of Releyne est un wargame qui simule de petites escarmouches impliquant des créatures fantastiques et de la magie. Le jeu propose trois scénarios prédéfinis ainsi qu’un éditeur de scénarios qui permet de modifier la quasi-totalité des paramètres qui régissent le monde du jeu. Une partie se déroule sur une carte divisée en cases hexagonales occupés par des bâtiments, des routes, des rivières, des arbres et la mer.  Sur la carte, les joueurs déplacent leurs unités, qui peuvent représenter un individu ou un peloton d’une vingtaine de créatures. Ces unités sont divisées en trois groupes : les Releyne que le joueur contrôle, les Dharaki qu’il combat, et des créatures neutres qui peuvent se rallier à l’un ou l’autre des camps en fonction de la situation. Au total, 22 races sont présentes dans le jeu chacune avec ses points forts et ses points faibles. Le jeu se déroule au tour par tour, chaque tour étant constitué d’une phase de mouvement puis d’une phase d’attaque aux termes desquels les résultats des combats sont calculés en fonction des statistiques des unités et des résultats d’un jet de dés.

## Accueil
| Warriors of Releyne |      |       |
| Média               | Pays | Notes |
| Amiga Action        | RU   | 64 %  |
| Amiga Format        | RU   | 59 %  |
| Amiga Power         | RU   | 60 %  |
| ST Format           | RU   | 72 %  |

À sa sortie, Warriors of Releyne fait l’objet de critiques très mitigées dans la presse spécialisée qui met principalement en avant son manque d’originalité et son interface peu pratique. Pour le journaliste Brad Burton du magazine Amiga Action, le jeu ressemble ainsi à tous les autres jeux du même type précédemment publié par Impressions Games et, si  ses graphismes et ses effets sonores sont au niveau de ce qui se fait habituellement dans ce type de jeu, ils risquent de paraitre « fade et sans éclat » aux joueurs peu habitués aux wargames. Il considère que ces derniers prendrait un risque en achetant le jeu, avant d’ajouter que les fans de wargame n’ont pas non plus grand-chose à attendre de ce titre sans originalité. Pour John Pillar, du magazine Amiga Format, Warriors of Releyne constitue un nouveau wargame « moyen » qui « manque d’inspirations dans tous les domaines », malgré des « graphismes plutôt sympa ». Il note également que le jeu est desservi par un système de contrôle peu pratique et que, si la présence d’un éditeur de scénario est un point positif, celui ne permet finalement que de faire des clones des scénarios déjà présent dans le jeu. Il conclut donc que le jeu est « à oublier rapidement ». Jonathan Davies du magazine Amiga Power considère lui aussi que Warriors of Releyne est un wargame médiéval fantastique « typique et prévisible ». Il lui trouve néanmoins deux qualités : la faible présence des statistiques dans le jeu et ses graphismes, qu’il juge relativement attrayant. Il estime en revanche que « son interface est confuse » avant de conclure que le jeu « manque globalement d’inspiration » et qu’il ne peut donc intéresser que les fans de wargames. Le journaliste James Leach du magazine ST Format est un peu plus positif. Il estime en effet que le jeu n’est « pas si mauvais » car il est amusant, pas trop lent et qu’il contient de nombreux aspects à prendre en compte lors des combats. Il ajoute qu’il dispose en plus d’un mode deux joueurs et de nombreux types d’unités, ce qui lui permet d’offrir des possibilités stratégiques décentes. Il regrette en revanche son thème, qu’il juge beaucoup trop classique.